# Henri Bontenbal
Hendrik (Henri) Bontenbal (Rotterdam, 10 november 1982) is een Nederlands politicus namens het Christen-Democratisch Appèl (CDA).  Sinds 1 juni 2021 is hij, met een tweetal korte onderbrekingen, Tweede Kamerlid. Sinds augustus 2023 is hij partijleider van het CDA en sinds 5 september 2023 fractievoorzitter in de Tweede Kamer.

## Jeugd en opleiding
Bontenbal is geboren in het Rotterdamse Vreewijk als vierde in een gezin met acht kinderen in een bevindelijk-gereformeerd gezin en groeide op in het stadsdeel IJsselmonde (aanvankelijk in de wijk Lombardijen). Zijn vader werkte als gemeentelijk cartograaf in Rotterdam. Na het gymnasium aan de reformatorische middelbare school Guido de Brès studeerde hij natuurkunde aan de Universiteit Leiden en hij raakte aan het eind van zijn studie geïnteresseerd in het stoppen van klimaatverandering. In 2006 besloot hij niet meer het vliegtuig te nemen.

## Energiecarrière
Bontenbal begon zijn carrière in 2007 bij een adviesbureau gespecialiseerd in duurzaamheid. In 2011 kreeg hij een baan als beleidsmedewerker bij de Tweede Kamerfractie van het CDA, waar hij zich bezighield met duurzaamheid, energie en milieu. Bontenbal werd in 2013 zelfstandig adviseur op het gebied van duurzame energie en was tegelijkertijd werkzaam als junior-fellow bij het Wetenschappelijk Instituut voor het CDA. In juli 2015 begon hij te werken als senior strategieconsultant bij netbeheerder Stedin. Bontenbal verscheen in 2018 op plaats 94 van de Duurzame 100, een jaarlijkse lijst gepubliceerd door Trouw met de meest invloedrijke Nederlanders op het gebied van duurzaamheid. Hij had de lijst eerder bekritiseerd door deze elitair te noemen en door te zeggen dat mensen die achter de schermen hebben bijgedragen ontbraken.
Terwijl hij werkte voor Stedin, schreef hij regelmatig opinieartikelen en gaf hij zijn mening over energiebeleid aan de media. Ook maakte hij samen met energieonderzoeker Remco de Boer tussen 2018 en 2020 een podcastserie met 36 afleveringen over dat onderwerp genaamd Bontenbal & de Boer. Bontenbal gaf aan de energietransitie weg van aardgas te steunen en het nodig te vinden om het gebruik van biomassa en kernenergie te overwegen om klimaatdoelen te halen. Ook uitte hij kritiek op politieke partijen die uitsluitend grote bedrijven de schuld gaven van klimaatproblemen. In 2019, toen het kabinet-Rutte III worstelde met de stikstofcrisis, vertelde Bontenbal aan Trouw dat het CDA geen toekomst zou hebben als het zich als plattelandspartij zou blijven profileren. Hij legde uit dat de boeren, hoewel belangrijk, slechts één groep vormen en dat het CDA een verhaal moet hebben dat de gehele bevolking aanspreekt.

## Politiek

### Eerste ambtsperiode
Bij de Tweede Kamerverkiezingen 2021 stond Bontenbal op de zeventiende plek van de kandidatenlijst van het CDA. Hij ontving 1.345 voorkeurstemmen en werd niet direct verkozen, omdat het CDA vijftien zetels behaalde. Bontenbal werd op 1 juni 2021 tot tijdelijk Kamerlid benoemd vanwege het ziekteverlof van Pieter Omtzigt. Hij vertrok tegelijkertijd bij Stedin. In de Tweede Kamer kreeg Bontenbal de portefeuille klimaat, energie, digitale zaken en duurzaam vervoer en werd hij lid van de vaste commissie voor Digitale Zaken, Economische Zaken en Klimaat en Financiën. Toen de kabinetsformatie 2021-'22 vastliep in september 2021 probeerde Bontenbal met Tweede Kamerleden Mark Harbers (VVD) en Jaco Geurts (CDA) een concept-regeerakkoord te schrijven. Dit document gedateerd 26 september was geschreven met als doel het vormen van een minderheidskabinet met D66. Het bestaan en de inhoud van dit document werd pas bekend nadat Gert-Jan Segers dit had laten liggen in de trein en het bij de Volkskrant terechtkwam in november 2021. Met de terugkomst van Omtzigt van zijn verlof op 15 september 2021 kwam een eind aan het Kamerlidmaatschap van Bontenbal. Twee weken later, op 29 september, werd hij na het vertrek van Mona Keijzer opnieuw geïnstalleerd, nu als tijdelijke vervanger tot en met 27 december 2021 van Harry van der Molen vanwege zijn ziekteverlof. Eerder werd Van der Molen vervangen door Joba van den Berg. Op 18 januari 2022 nam hij de zetel over van partijleider Wopke Hoekstra die zitting had genomen in het kabinet-Rutte IV. Bontenbal werd ook fractiesecretaris van het CDA.
Hij presenteerde in september 2021 samen met het Wetenschappelijk Instituut voor het CDA een klimaatvisie. Daarin werd opgeroepen tot een groene industriepolitiek en gesprekken met de grootste vervuilers om tot bindende afspraken over verduurzaming te komen. Ook werd in het document gepleit voor overheidsinvesteringen in infrastructuur voor de waterstofeconomie. Diezelfde maand noemde Bontenbal het misschien nodig de IJmuidense hoogovens van Tata Steel Europe deels of geheel te kopen om het bedrijf te vergroenen. Samen met Silvio Erkens (VVD) stelde hij voor om de twee nieuwe kerncentrales die waren afgesproken in het coalitieakkoord te laten bouwen en exploiteren door een nieuw staatsbedrijf, dat ook investeringen uit de private sector zou zoeken. Daarnaast heeft Bontenbal voorgesteld om kleine modulaire reactors te bouwen om zo de afhankelijkheid van fossiele brandstoffen verder te verminderen en hij noemde die techniek een kansrijke ontwikkeling. Ten tijde van een wereldwijde stijging van gasprijzen stelde Bontenbal samen met Erkens in oktober 2022 vijf maatregelen aan minister voor Klimaat en Energie Rob Jetten voor om huishoudens te ondersteunen. Zo bevalen ze aan om energieleveranciers te verplichten vaste contracten aan te bieden, om ze te verbieden een welkomstbonus aan nieuwe klanten te beloven en om ze te onderwerpen aan een jaarlijkse financiële stresstest. Bovendien zouden de rechten van consumenten groter moeten worden in geval van een faillissement. Het CDA en de VVD waren eerder verantwoordelijk geweest voor de liberalisering van de energiemarket als onderdeel van het kabinet-Balkenende II. Later werd een motie van Bontenbal en Suzanne Kröger (GroenLinks) aangenomen waarin het kabinet werd opgeroepen de verkoop van energiecontracten aan de deur en via de telefoon te verbieden.
Ook diende Bontenbal – naar aanleiding van een oproep door de Consumentenbond – een motie in om onderzoek te doen naar een mogelijk verbod op loot boxes, aankopen van objecten in computerspellen met onzekere uitkomst, vanwege zorgen over gokverslaving bij kinderen. De motie werd in juli 2022 door de Tweede Kamer aangenomen.

### Partijleider

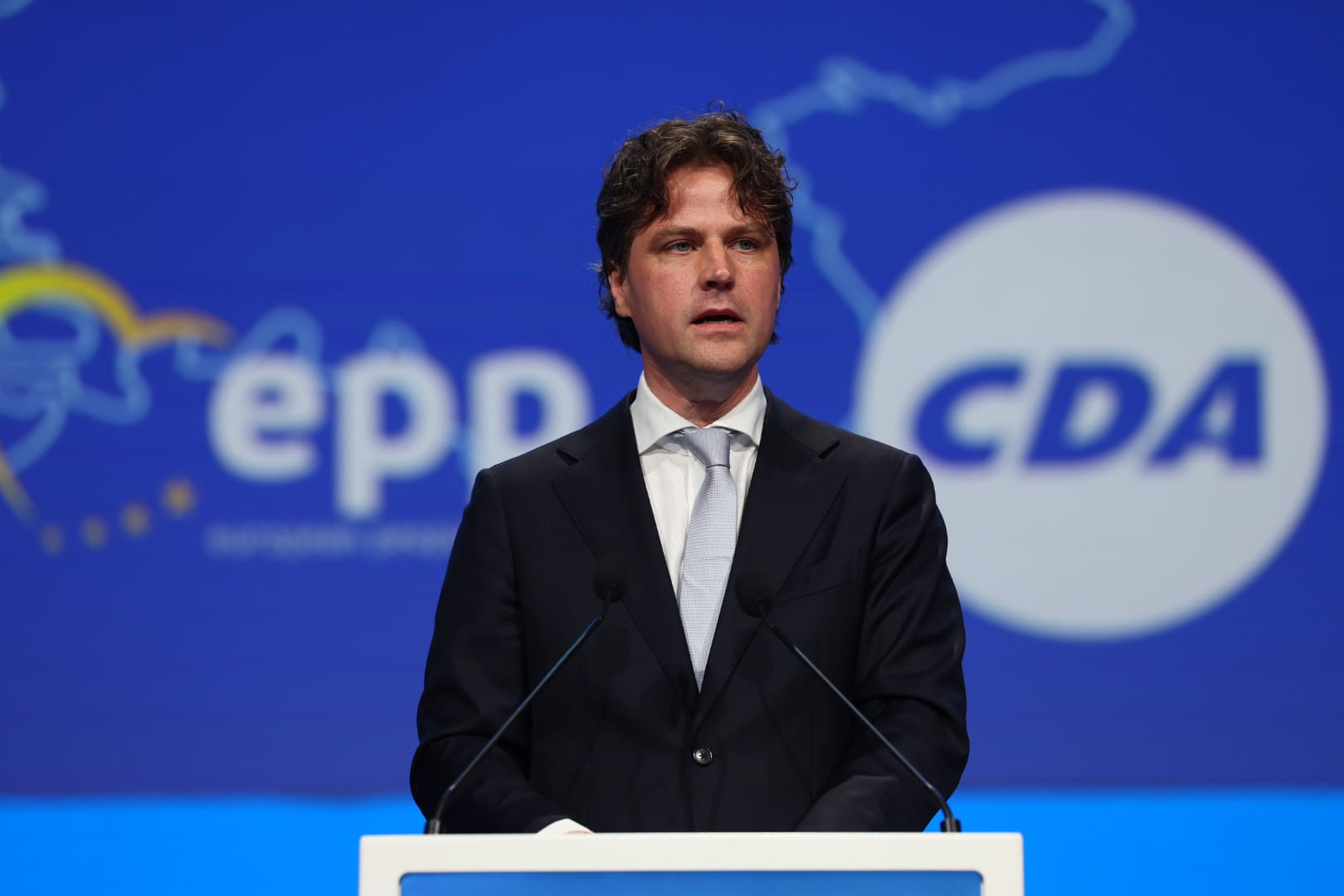
Henri Bontenbal spreekt op het EPP Congres 2025 in Valencia.

Het kabinet-Rutte IV kwam op 7 juli 2023 ten val als gevolg van onenigheid over asielhervormingen. Partijleider Wopke Hoekstra kondigde enkele dagen later aan niet beschikbaar te zijn als lijsttrekker bij tussentijdse verkiezingen in november na teleurstellende eerdere verkiezingsresultaten. Volgens peilingen zou het CDA de helft van zijn 14 Kamerzetels verliezen. Het bestuur nomineerde Bontenbal op 14 augustus als lijsttrekker. In zijn aanvaardingstoespraak vertelde hij dat de ongelijkheid een hoog niveau had bereikt en dat liberale en progressieve partijen vooral oog hadden voor het individu, terwijl volgens hem de campagne van het CDA zou moeten gaan over gemeenschap, waarden en normen, fatsoenlijkheid, solidariteit en verantwoordelijkheid. Hij becommentarieerde de slechte verkiezingsresultaten van zijn partij door te zeggen dat deze haar idealen duidelijker had moeten uitdragen en dat deze te veel compromissen had gesloten. Om bestaanszekerheid te verbeteren stelde Bontenbal in een andere toespraak voor om een baangarantie in te stellen, om gezinnen te steunen door een verhoging van de kinderbijslag en om de inkomstenbelasting te verlagen door een verhoging van de vermogensbelasting. Daarmee liep hij vooruit op het aankomende verkiezingsprogramma. Toen oud-CDA'er Pieter Omtzigt eind augustus aankondigde deel te nemen aan de verkiezingen met zijn nieuwe partij Nieuw Sociaal Contract (NSC) zakte het CDA in de peilingen tot drie zetels. Bontenbal volgde Pieter Heerma op als fractievoorzitter van het CDA bij de terugkomst van het zomerreces op 5 september 2023.
Op 20 december 2024 werd Bontenbal (samen met Geert Wilders) gekozen tot Politicus van het jaar.

## Persoonlijk
Bontenbal is sinds 2006 getrouwd en heeft met zijn echtgenote twee zoons. Bontenbal speelt piano en saxofoon en is liefhebber van de Russische componist en pianist Sergej Rachmaninov. Tijdens een campagnebezoek aan Kampen in 2023 kreeg hij de kans op het Hinsz-orgel van de Bovenkerk te spelen, wat hij als een jongensdroom beschreef.
Bontenbal groeide op als lid van de Gereformeerde Gemeenten en besloot als tiener over te stappen naar de Nederlandse Hervormde Kerk (tegenwoordig Protestantse Kerk Nederland, PKN). Hij gaat naar de Rotterdamse Pelgrimskerk, maar heeft zichzelf beschreven als een protestant met een katholiek hart. Voor het in 2024 uitgezonden seizoen van Kloostergasten leefde Bontenbal enkele dagen samen met kloosterlingen. Bontenbal is een afstammeling van Claes Michielsz Bontenbal.